# 北京街道 (大连市)
北京街道曾是中国辽宁省大连市西岗区下辖的一个街道，2003年底由原北京街道大部与日新街道合并而成，是西岗区政治、经济、文化、金融、交通和商贸中心。辖区1.7万户居民，5.14万人。2019年北京街道并入人民广场街道。

## 行政区划
北京街道共辖7个社区，分别是：
北京街社区、九三社区、更生社区、北岗社区、庆贺社区、黄河社区、长江社区。